# Большая Золотанка
Большая Золотанка — река в России, протекает по Красновишерскому району Пермского края.

## Течение
Течёт преимущественно в северо-восточном и северном направлениях. Устье реки находится в 11 км по левому берегу реки Улс, на территории населённого пункта Золотанка. Длина реки составляет 19 км. Примерно в 1,7 км от устья принимает крупный приток Малая Золотанка (левый).

## Данные водного реестра
По данным государственного водного реестра России относится к Камскому бассейновому округу, водохозяйственный участок реки — Кама от водомерного поста у села Бондюг до города Березники, речной подбассейн реки — бассейны притоков Камы до впадения Белой. Речной бассейн реки — Кама.
Код объекта в государственном водном реестре — 10010100212111100004594.